# 田中秀太
田中 秀太（たなか しゅうた、1977年2月23日 - ）は、神奈川県横浜市出身の元プロ野球選手（内野手）。右投左打。阪神タイガースの選手・アマスカウト（九州地区担当）を経て、2021年シーズンから二軍内野守備走塁コーチを務める。
選手時代には、2003年から現役を引退するまで、名前の「秀太」を登録名に用いていた。コーチとしての現場復帰に際しては、本名の「田中秀太」で登録する。
実父の田中久幸（1947年6月24日 - 2006年9月29日）も元野球選手で、引退後に日産自動車硬式野球部・日産自動車九州硬式野球部、自身および秀太の出身校に当たる熊本県立熊本工業高等学校の硬式野球部、第28回IBAFワールドカップ日本代表の監督を務めた。

## 経歴

### プロ入り前
小学校卒業までは横浜に住んでいたが、父が日産自動車九州監督に就任したのに伴い中学校入学と同時に福岡県北九州市に移住。その後、父の母校でもある熊本工業高校に進学。このため選手名鑑のプロフィールなどで熊本県出身としているものがある。後に中日ドラゴンズに入団する荒木雅博は高校の1年後輩で二遊間を組んでいた。
3年時の1994年に第66回選抜高等学校野球大会へ出場。1回戦の姫路工戦に3番・遊撃手として先発出場し、6回表、選抜高等学校野球大会通算10000得点目のホームを踏んだ。ただし、試合は2-6で敗れた。また、日本代表メンバーとして日本・キューバ選手権にも出場した。同年秋のNPBドラフト会議で、阪神タイガースから3位で指名されたことを機に入団。背番号については、6を付けていた主力選手の和田豊への憧れから60を選んだ。

### プロ入り後

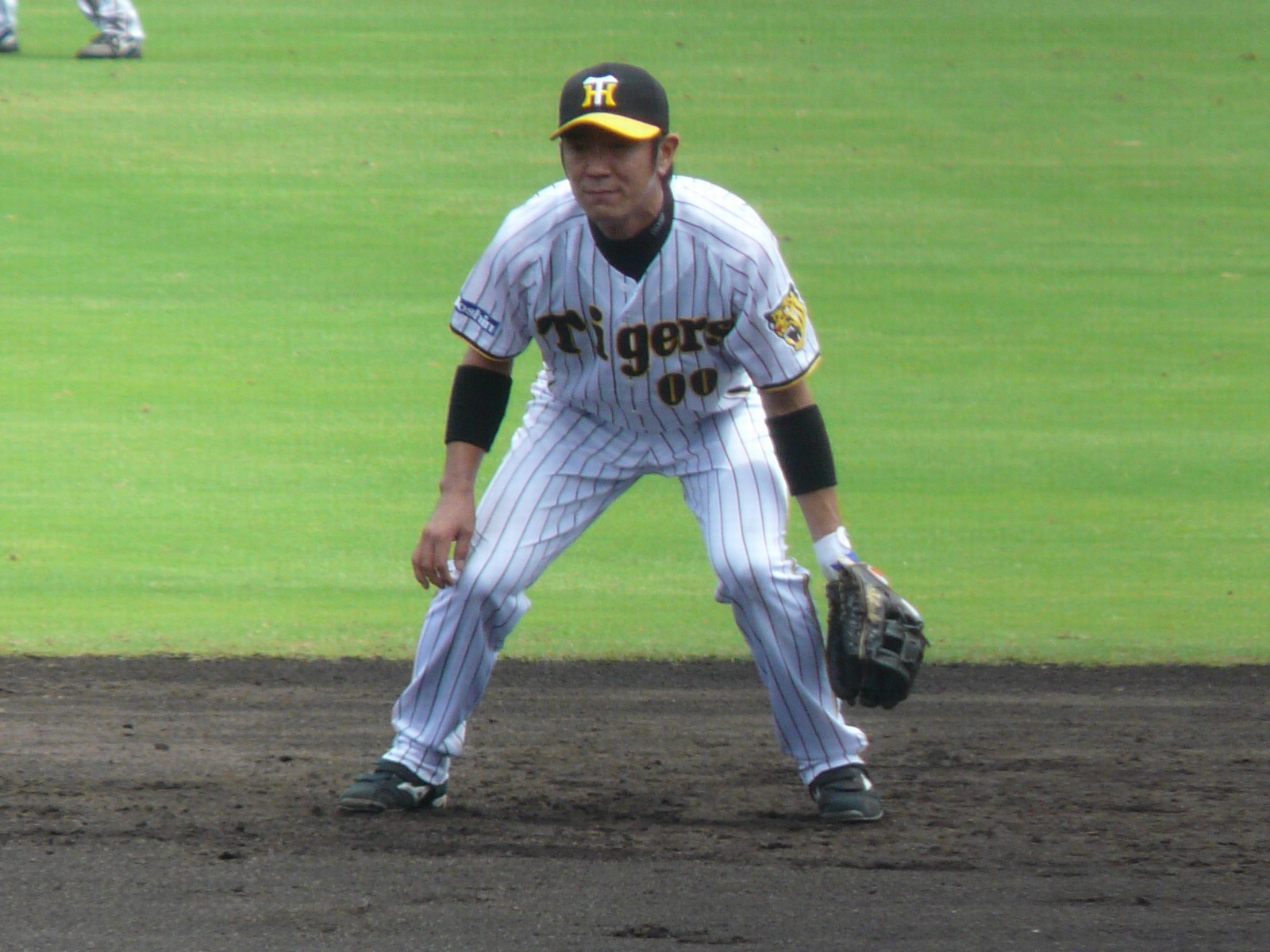
遊撃守備に就く田中秀太

1996年には、アメリカ合衆国のルーキーリーグに留学。スイッチヒッターの練習を積んだ。しかし、1998年までは一軍公式戦4試合に出場しただけで、2打数無安打にとどまっていた。
1999年の対広島東洋カープ戦でセンターオーバーのサヨナラ安打を放ったのを機に2番打者に定着。チームトップの15盗塁を記録した。
2000年には、「8番・遊撃手」として開幕戦のスタメンの名を連ねた。もっとも、遊撃手としては失策が多かったため、実際には大阪近鉄バファローズから移籍した吉田剛などと交互に起用されていた。
2001年には、監督の野村克也が俊足選手7人を「F1セブン」を提唱したが、野村曰く「入れ忘れた」ということで後日秀太を含め「F1エイト」に訂正されたことがあった。同年は藤本敦士、沖原佳典ら新人が起用されることが多く、成績を落とした。
2002年に、背番号を00に変更。前年と同じく藤本、沖原、関本健太郎らと遊撃手のレギュラー争いに終始するが、内外野で複数のポジションをこなしながら、守備力を大幅に向上させた。
2003年には、日本ハムファイターズから田中聡が移籍したことに伴って、登録名を「秀太」に変更。藤本が正遊撃手に定着した影響で、スタメン出場の機会こそ減少したものの、全試合でベンチ入りを果たすとともに、無失策でチームの18年振りセントラル・リーグ優勝に貢献した。優勝記念の特別番組に同い年の藤本と同学年の赤星憲広らと同席して出演した際には、「入団してすぐに優勝! いかがですか?」と聞かれ「僕、長いこといるんですけどねえ」と苦笑した。
2004年には、主に代走や守備固めとして起用される一方で、8月21日の対ヤクルトスワローズ戦で延長12回に決勝本塁打を放った。一軍公式戦での安打はこの1本だけで、シーズン終了後の契約交渉では、起用の不公平さを訴えた末に球団へトレードを志願した。実際に地元の福岡ダイエーホークスが獲得に動いたが、結局は残留。しかし、2005年以降も、一軍公式戦への出場機会が減少の一途をたどった。
2007年には、関本の台頭で控えに回った藤本が守備固めや代走で出場することが多く、シーズンの終盤まで二軍生活を余儀なくされた。9月下旬に一軍へ昇格。9月29日の対広島戦では、正遊撃手の鳥谷敬が故障していたことに伴って、一軍公式戦ではおよそ2年半振りに遊撃の守備に就いた。10月1日の対横浜ベイスターズ戦（横浜スタジアム）で4年ぶりのスタメン出場を果たしたが、5回裏の遊撃守備でミスを連発。一軍公式戦では5年振りの失策を記録したことをきっかけに失点を招いたため、先発投手の下柳剛が地面にグラブを叩き付けて怒りを露わにする事態に至った（詳細後述）。
2008年には、レギュラーシーズンで主に代走や守備固めで起用。打撃面では一軍公式戦で4年ぶりの打点を記録したものの、4年連続の無安打でシーズンを終えた。チームのレギュラーシーズン2位で臨んだクライマックスシリーズでは、中日ドラゴンズとのファーストステージ全3試合でベンチに入りながら、出場の機会はなかった。シーズン終了後の契約更改では、「来年ダメなら自分からやめる」とのコメントを残している。
2009年には、一軍昇格の機会がないまま、9月18日に現役引退を表明。同月23日には、ウエスタン・リーグ公式戦最終戦（甲子園球場の対ソフトバンク戦）が引退試合として催された。この試合では、二軍戦としては異例の多さの観客（7,000人以上）が集まる状況で2安打をマーク。試合終了後は、引退セレモニーとチームメイトによる胴上げを経て、二塁から全力疾走でホームへヘッドスライディングで駆け込むパフォーマンスを披露した。

### 現役引退後
阪神タイガースの球団職員へ転じるとともに、二軍コーチとして現場に復帰した永尾泰憲の後任扱いで九州地区担当のスカウトに就任。就任1年目の2010年には、第92回全国高等学校野球選手権大会の1回戦を新人スカウトの目で評価したコラム「走れ!秀太!」を「デイリースポーツ」に連載していた。
その後は、九州地区担当スカウトとして福岡県に駐在。自身と同じ九州出身選手や、他の地方から九州球界で活躍した選手の入団に尽力している。視察から入団交渉まで担当した選手に、中谷将大（2010年ドラフト3位）、松田遼馬（2011年ドラフト5位）、横田慎太郎（2013年ドラフト2位）・梅野隆太郎（同年4位）、竹安大知（2015年ドラフト3位）、浜地真澄（2016年ドラフト4位）、谷川昌希（2017年ドラフト5位）、小幡竜平（2018年ドラフト2位）・川原陸（同年5位）、小川一平（2019年ドラフト6位）、岩田将貴（2020年育成1位）がいる。
2021年シーズンから二軍内野守備走塁コーチへ就任。現役引退以来11年振りに現場に復帰した。背番号は70で、登録名は本名の「田中秀太」。就任に際しては、「（入団後に脳腫瘍を発症しながら2019年に後遺症で引退を余儀なくされるまで練習へ真摯に取り組んでいた）横田のような選手を育てたい」との抱負を述べた。なお、2020年12月25日には、阪神球団から勤続25年の表彰を受けている。
2025年より一軍内野守備走塁コーチに配置転換された。

## 選手としての特徴
俊足に加え果敢なヘッドスライディングが持ち味の代走、バントやスクイズといった小技が評価されての代打、また内野3ポジションに加え外野手も務めるユーティリティープレイヤーであることを生かしたスーパーサブとして活躍。試合中に積極的に声を出すなど、ムードメーカーとしても知られた。
このように高い水準での器用さを備えていながら、勝負所でミスを犯すことが多々あった。ウエスタン・リーグでの引退試合でも、2安打を放って好守も見せたが、最終回に自身の適時失策で決勝点を許す羽目になった。
初打席から引退までに1000回以上一軍公式戦の打席に立っているが、死球を受けたことが一度もなかった。

## 人物
阪神の選手時代は、チーム随一のムードメーカーで、他選手への気配りも上手かった。特に、他球団の主力選手で同世代の新井貴浩・金村曉が移籍した際には、チームに早く溶け込むためにほぼ付きっきりで世話を焼いていた。この2人に加え、赤星、福原忍といった1976年生まれの選手たちが「松坂世代」といった言葉に対し、「僕らは秀太世代」と言うほど、面倒見のいい人気者だった。
同期入団で後に大阪近鉄バファローズへ移籍した北川博敏からは「秀太さん近鉄で待ってます」とテレビ番組で言われたことがある。同じく同期入団で近鉄へ移籍した山村宏樹とは入団当初から仲がよく、互いに親友と呼び合う仲。アメリカ留学に同行した安達智次郎とは安達の引退後も親交があり、安達が経営する店「RocketBall」にたびたび選手をつれて顔を出していた。ちなみに、北川は2020年から二軍打撃コーチとして阪神へ復帰。2021年シーズンからは、コーチとしても同僚になっている。
現役時代の2007年に遊撃守備のミスで下柳を激怒させたシーンは、「伝説の珍プレー」「秀太事件」として、現在でもメディアやインターネットでたびたび取り上げられている。下柳が現役引退を経て臨時投手コーチとして参加していた2016年阪神一軍春季キャンプの紅白戦（2月11日）では、投手陣と野手陣の練習免除を賭けたファンサービスとして、下柳と金本知憲監督（当時）による「3打席対決」が実現。当時スカウトに転じていた秀太は、現役時代の後期と同じ背番号00のユニフォーム姿で対決前のノックに現れると、下柳と共に上記のシーンを再現した。2020年11月13日に開かれた二軍内野守備走塁コーチへの就任記者会見でも、一軍のチーム失策数が同年まで2年続けてNPBの全12球団で最も多かったことを背景に、会見へ同席していた谷本修（当時の球団副社長兼本部長）が「（一軍の）控えの内野手は、ピッチャーにグラブを投げ付けられるくらいの危機的なレベルにある」との表現で上記のシーンを引き合いに出している。
横田が現役引退後の2021年に出した著書を基に、間宮祥太朗が現役時代の横田役を演じた朝日放送テレビ制作のドキュメンタリードラマ『奇跡のバックホーム』（2022年3月13日にテレビ朝日系列で放送）では、横田に入団交渉から引退まで寄り添ったスカウト時代の田中秀太の役を丸山智己が演じている。
横田自身は、28歳の誕生日を迎えた翌月（2023年7月18日）に脳腫瘍で逝去した。田中は、横田の訃報に際して「横田は誰よりもひたむきに野球を一生懸命に頑張る子で、病気とも一生懸命闘って、最後まで諦めずにここまで頑張ってきた。今後は横田の想いも背負いながら、横田のようないつも（野球へ）一生懸命に取り組む野球選手を育てていきたい」とのコメントを寄せたほか、阪神球団が翌19日に開催した二軍（ウエスタン・リーグ）での「追悼試合」（阪神鳴尾浜球場での対ソフトバンクホークス戦）と一軍での追悼セレモニー（甲子園球場での対巨人戦の試合前に開催）へ参加。鹿児島県内で執り行われた横田の通夜（21日）にも、阪神の現役選手・首脳陣を代表して参列している。

## 家族
父の田中久幸は生前、社会人野球の日産自動車・日産自動車九州および、母校である熊本工業高校の硬式野球部で監督を歴任。妹の田中美弥子は、2009年度日本女子プロゴルフ協会プロテストへの合格を経て、プロゴルファーとして活動している。
阪神の選手時代に出生した長男は、兵庫西宮ボーイズを経て、高校球界の強豪校である報徳学園高等学校へ一般入試で2018年に入学。硬式野球部への入部直後までプレーを続けたが、秀太や大角健二監督からアドバイスを受けたことをきっかけに、1年時の夏からマネジャーとして大所帯のチームを支えていた。3年時（2020年）に記録員として臨んだ「令和2年度夏季兵庫県高等学校野球大会」（新型コロナウイルスへの感染拡大の影響で中止された第102回全国高等学校野球選手権兵庫大会の代替大会）では、阪神の選手から裏方（スカウト）に転じた秀太への敬意を込めて、「裏方の大変さも達成感も、マネジャーになってから分かった。『父（秀太）はすごい』と改めて思った」とのコメントを残している。

## 詳細情報

### 年度別打撃成績
| 年 度      | 球 団      | 試 合 | 打 席 | 打 数 | 得 点 | 安 打 | 二 塁 打 | 三 塁 打 | 本 塁 打 | 塁 打 | 打 点 | 盗 塁 | 盗 塁 死 | 犠 打 | 犠 飛 | 四 球 | 敬 遠 | 死 球 | 三 振 | 併 殺 打 | 打 率 | 出 塁 率 | 長 打 率 | O P S |
| ---------- | ---------- | ----- | ----- | ----- | ----- | ----- | -------- | -------- | -------- | ----- | ----- | ----- | -------- | ----- | ----- | ----- | ----- | ----- | ----- | -------- | ----- | -------- | -------- | ----- |
| 1995       | 阪神       | 3     | 2     | 2     | 0     | 0     | 0        | 0        | 0        | 0     | 0     | 0     | 0        | 0     | 0     | 0     | 0     | 0     | 1     | 0        | .000  | .000     | .000     | .000  |
| 1997       | 阪神       | 1     | 0     | 0     | 0     | 0     | 0        | 0        | 0        | 0     | 0     | 0     | 0        | 0     | 0     | 0     | 0     | 0     | 0     | 0        | ----  | ----     | ----     | ----  |
| 1999       | 阪神       | 116   | 263   | 220   | 29    | 53    | 6        | 2        | 0        | 63    | 17    | 15    | 4        | 22    | 0     | 21    | 0     | 0     | 45    | 2        | .241  | .307     | .286     | .593  |
| 2000       | 阪神       | 113   | 355   | 307   | 32    | 77    | 4        | 2        | 1        | 88    | 17    | 5     | 6        | 13    | 1     | 34    | 6     | 0     | 51    | 9        | .251  | .325     | .287     | .611  |
| 2001       | 阪神       | 86    | 105   | 89    | 13    | 19    | 2        | 0        | 0        | 21    | 6     | 1     | 3        | 4     | 1     | 11    | 1     | 0     | 15    | 2        | .213  | .297     | .236     | .533  |
| 2002       | 阪神       | 81    | 184   | 155   | 26    | 38    | 6        | 0        | 0        | 44    | 5     | 8     | 0        | 17    | 0     | 12    | 1     | 0     | 32    | 1        | .245  | .299     | .284     | .583  |
| 2003       | 阪神       | 102   | 75    | 69    | 24    | 12    | 0        | 1        | 1        | 17    | 5     | 8     | 2        | 3     | 0     | 3     | 0     | 0     | 15    | 1        | .174  | .208     | .246     | .455  |
| 2004       | 阪神       | 27    | 12    | 8     | 5     | 1     | 0        | 0        | 1        | 4     | 1     | 1     | 1        | 1     | 0     | 3     | 0     | 0     | 4     | 0        | .125  | .364     | .500     | .864  |
| 2005       | 阪神       | 46    | 6     | 5     | 3     | 0     | 0        | 0        | 0        | 0     | 0     | 0     | 2        | 1     | 0     | 0     | 0     | 0     | 2     | 0        | .000  | .000     | .000     | .000  |
| 2006       | 阪神       | 21    | 6     | 4     | 2     | 0     | 0        | 0        | 0        | 0     | 0     | 0     | 0        | 1     | 0     | 1     | 0     | 0     | 4     | 0        | .000  | .200     | .000     | .200  |
| 2007       | 阪神       | 16    | 13    | 10    | 0     | 0     | 0        | 0        | 0        | 0     | 0     | 0     | 0        | 2     | 0     | 1     | 0     | 0     | 7     | 0        | .000  | .091     | .000     | .091  |
| 2008       | 阪神       | 12    | 2     | 2     | 4     | 0     | 0        | 0        | 0        | 0     | 1     | 0     | 0        | 0     | 0     | 0     | 0     | 0     | 0     | 0        | .000  | .000     | .000     | .000  |
| 通算：12年 | 通算：12年 | 624   | 1023  | 871   | 138   | 200   | 18       | 5        | 3        | 237   | 52    | 38    | 18       | 64    | 2     | 86    | 8     | 0     | 176   | 15       | .230  | .298     | .272     | .570  |

### 年度別守備成績
| 年 度 | 球 団 | 二塁  | 二塁  | 二塁  | 二塁  | 二塁  | 二塁     | 三塁  | 三塁  | 三塁  | 三塁  | 三塁  | 三塁     | 遊撃  | 遊撃  | 遊撃  | 遊撃  | 遊撃  | 遊撃     | 外野  | 外野  | 外野  | 外野  | 外野  | 外野     |
| 年 度 | 球 団 | 試 合 | 刺 殺 | 補 殺 | 失 策 | 併 殺 | 守 備 率 | 試 合 | 刺 殺 | 補 殺 | 失 策 | 併 殺 | 守 備 率 | 試 合 | 刺 殺 | 補 殺 | 失 策 | 併 殺 | 守 備 率 | 試 合 | 刺 殺 | 補 殺 | 失 策 | 併 殺 | 守 備 率 |
| ----- | ----- | ----- | ----- | ----- | ----- | ----- | -------- | ----- | ----- | ----- | ----- | ----- | -------- | ----- | ----- | ----- | ----- | ----- | -------- | ----- | ----- | ----- | ----- | ----- | -------- |
| 1999  | 阪神  | 79    | 85    | 161   | 5     | 27    | .980     | -     | -     | -     | -     | -     | -        | 30    | 58    | 84    | 3     | 22    | .979     | -     | -     | -     | -     | -     | -        |
| 2000  | 阪神  | 9     | 9     | 11    | 0     | 5     | 1.000    | -     | -     | -     | -     | -     | -        | 108   | 148   | 304   | 14    | 50    | .970     | -     | -     | -     | -     | -     | -        |
| 2001  | 阪神  | 42    | 42    | 41    | 1     | 10    | .988     | -     | -     | -     | -     | -     | -        | 21    | 29    | 38    | 4     | 11    | .944     | -     | -     | -     | -     | -     | -        |
| 2002  | 阪神  | 4     | 4     | 4     | 0     | 1     | 1.000    | 19    | 5     | 7     | 1     | 1     | .923     | 64    | 70    | 130   | 3     | 21    | .985     | 4     | 3     | 0     | 0     | 0     | 1.000    |
| 2003  | 阪神  | 50    | 25    | 52    | 0     | 3     | 1.000    | 37    | 6     | 13    | 0     | 1     | 1.000    | 11    | 10    | 14    | 0     | 2     | 1.000    | 3     | 1     | 0     | 0     | 0     | 1.000    |
| 2004  | 阪神  | 11    | 3     | 5     | 0     | 0     | 1.000    | 9     | 2     | 4     | 0     | 1     | 1.000    | 2     | 1     | 2     | 0     | 0     | 1.000    | -     | -     | -     | -     | -     | -        |
| 2005  | 阪神  | 5     | 2     | 2     | 0     | 0     | 1.000    | 32    | 3     | 9     | 0     | 1     | 1.000    | 1     | 0     | 0     | 0     | 0     | ----     | -     | -     | -     | -     | -     | -        |
| 2006  | 阪神  | 8     | 3     | 7     | 0     | 1     | 1.000    | 11    | 0     | 1     | 0     | 0     | 1.000    | -     | -     | -     | -     | -     | -        | -     | -     | -     | -     | -     | -        |
| 2007  | 阪神  | 3     | 0     | 1     | 0     | 0     | 1.000    | 7     | 1     | 1     | 0     | 0     | 1.000    | 3     | 3     | 5     | 2     | 1     | .800     | -     | -     | -     | -     | -     | -        |
| 2008  | 阪神  | -     | -     | -     | -     | -     | -        | 3     | 0     | 1     | 0     | 0     | 1.000    | -     | -     | -     | -     | -     | -        | -     | -     | -     | -     | -     | -        |
| 通算  | 通算  | 211   | 174   | 284   | 6     | 47    | .987     | 118   | 17    | 36    | 1     | 4     | .981     | 240   | 319   | 577   | 26    | 107   | .972     | 7     | 4     | 0     | 0     | 0     | 1.000    |

### 表彰
- JA全農Go・Go賞（好捕賞：2001年6月）

### 記録
初記録
- 初出場：1995年9月21日、対横浜ベイスターズ23回戦（横浜スタジアム）、9回表に萩原誠の代打として出場、斎藤隆の前に凡打
- 初安打：1999年4月3日、対読売ジャイアンツ3回戦（東京ドーム）、6回表に河野博文から二塁内野安打
- 初先発出場：1999年4月15日、対横浜ベイスターズ3回戦（阪神甲子園球場）、8番・二塁手として先発出場
- 初盗塁：1999年4月27日、対中日ドラゴンズ2回戦（長良川球場）、8回表に二盗（投手：中山裕章、捕手：中村武志）
- 初打点：1999年5月2日、対広島東洋カープ6回戦（阪神甲子園球場）、10回裏に小林幹英から左中間サヨナラ適時打
- 初本塁打：2000年5月7日、対広島東洋カープ8回戦（広島市民球場）、6回表に黒田博樹から右越3ラン

### 背番号
- 60（1995年 - 2001年）
- 00（2002年 - 2009年）
- 70（2021年 - ）

### 登録名
- 田中 秀太（たなか しゅうた、1995年 - 2002年、2021年 - ）
- 秀太（しゅうた、2003年 - 2009年）

### 登場曲
- 「I wonder...」DA PUMP（2000年）[31]
- 「Boogi Night」DJ DOC（2000年 - 2004年）
- 「前略、道の上より」一世風靡セピア（2005年 - 2009年）